# Galassia del Triangolo
La Galassia del Triangolo, conosciuta anche con il nome di M33 (oggetto numero 33 del catalogo di Charles Messier) e di NGC 598, è una galassia a spirale di tipo SA(s)cd distante circa 3 milioni di anni luce dalla Terra e situata nella costellazione del Triangolo. Nel mondo anglosassone M33 è anche informalmente chiamata Pinwheel Galaxy (in italiano letteralmente Galassia Girandola) in alcune pubblicazioni amatoriali di astronomia, ma anche in alcuni comunicati ufficiali di siti professionali. Tuttavia sia la banca dati  astronomica SIMBAD, che contiene i nomi e le designazioni formali di vari oggetti astronomici, che diversi altri siti per l'astronomia amatoriale indicano con il nome di "Pinwheel Galaxy" la galassia M101.

## Osservazione

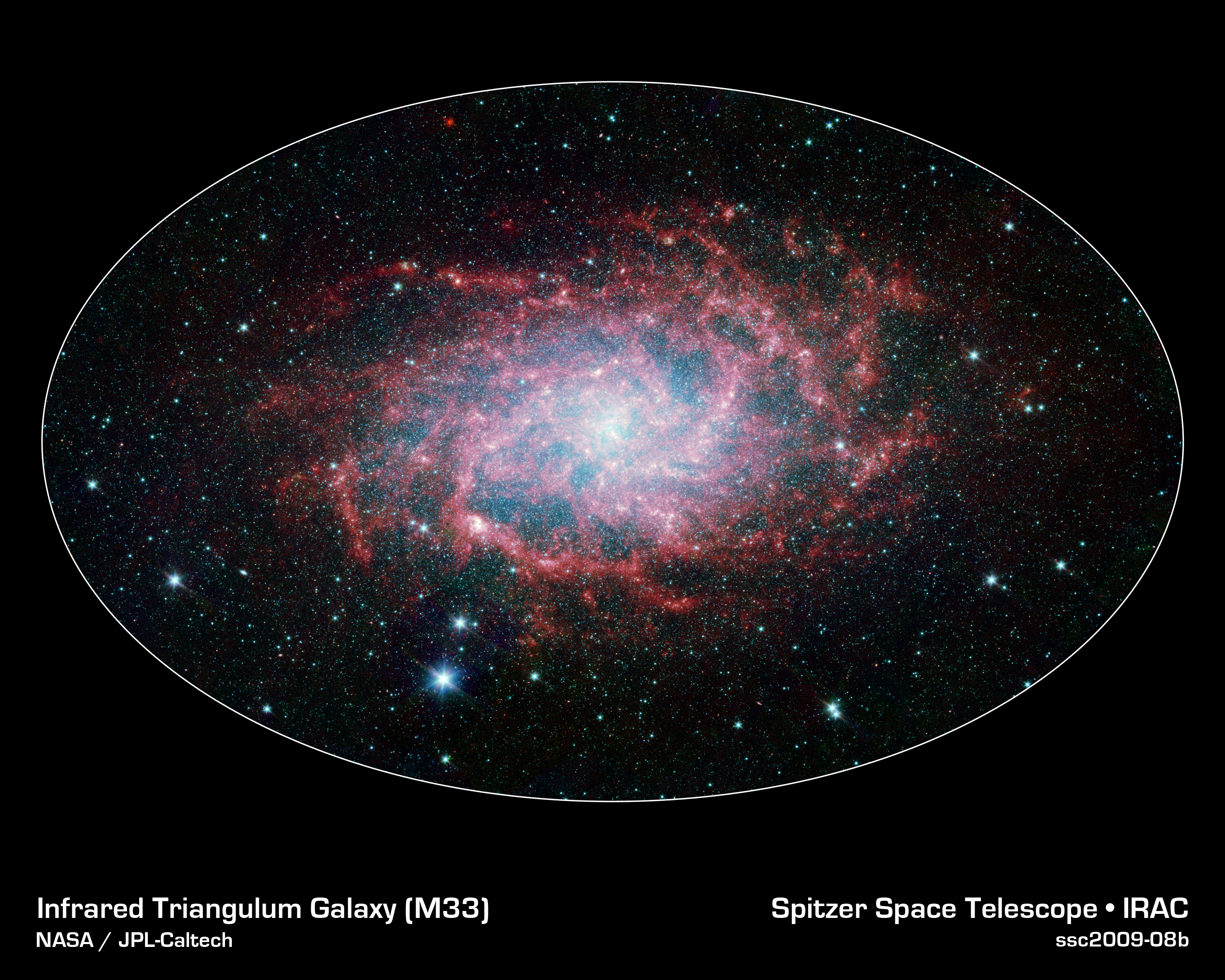
M33 ripresa nell'infrarosso dal telescopio spaziale Spitzer

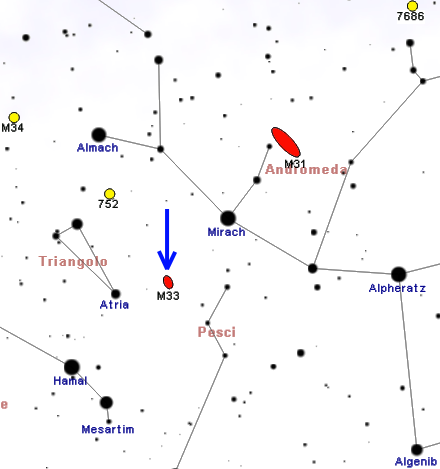
Mappa per individuare la Galassia del Triangolo.

La Galassia del Triangolo ripresa dal VST

La Galassia del Triangolo è la seconda galassia non nana più vicina alla Via Lattea dopo la Galassia di Andromeda (M31). Può essere vista con un binocolo sotto cieli bui, attraverso il quale si presenta come una macchia ovaleggiante e dai contorni irregolari; sotto un cielo eccezionalmente buono, dove l'inquinamento luminoso è sufficientemente basso, è persino possibile notarla ad occhio nudo, tramite la visione distolta. Infatti, essendo un oggetto diffuso, la sua visibilità è fortemente influenzata anche da una piccola quantità di inquinamento luminoso e può variare dalla possibilità di vedere facilmente l'oggetto in visione diretta in cieli molto scuri fino a scrutarlo con molta difficoltà in visione distolta in cieli sopra aree rurali e suburbane. Se per la maggior parte delle persone la galassia del Triangolo è l'oggetto visibile più distante in assoluto, osservatori esperti affermano di aver osservato ad occhio nudo M81 e Centaurus A, due galassie più lontane e con una luminosità apparente più bassa di M33.
La Galassia del Triangolo fu probabilmente scoperta prima del 1654 da Giovanni Battista Hodierna, che potrebbe averla accorpata insieme all'ammasso aperto NGC 752; fu poi riscoperta indipendentemente da Charles Messier, che la catalogò con il nome di M33 il 25 agosto 1764. M33 venne infine riosservata e ricatalogata indipendentemente pure da William Herschel, l'11 settembre 1784, assegnandole il numero H V.17. Venne identificata come "nebulosa a spirale" da William Parsons e fu una delle prime galassie in assoluto in cui si è notata una struttura spiraliforme, sebbene all'epoca non si conoscesse ancora la vera natura delle "nebulose" a spirale.
Herschel inoltre catalogò la regione H II (una nebulosa ad emissione contenente idrogeno ionizzato) più brillante della galassia del Triangolo come H III.150, separatamente dalla galassia. La regione H II, che finì poi con l'avere la designazione NGC 604, si trova nell'angolo nord-est di M33 ed è una delle regioni H II più grandi conosciute con un diametro di quasi 1500 al e uno spettro elettromagnetico simile a quello della Nebulosa di Orione. Herschel notò inoltre altre tre regioni H II più piccole appartenenti in realtà alla galassia del Triangolo che presero il nome di NGC 588, NGC 592 e NGC 595.
M33 è stato l'oggetto di studio mirato per testare una nuova tecnologia di osservazione, sviluppata appositamente per il telescopio spaziale Webb, basata su migliaia di micro-otturatori azionabili singolarmente per campionare singoli oggetti celesti. Il telescopio sperimentale, lanciato il 28 ottobre 2019, ha studiato la dinamica dei gas espulsi dalle supernove localizzate nella galassia del Triangolo.

## Caratteristiche

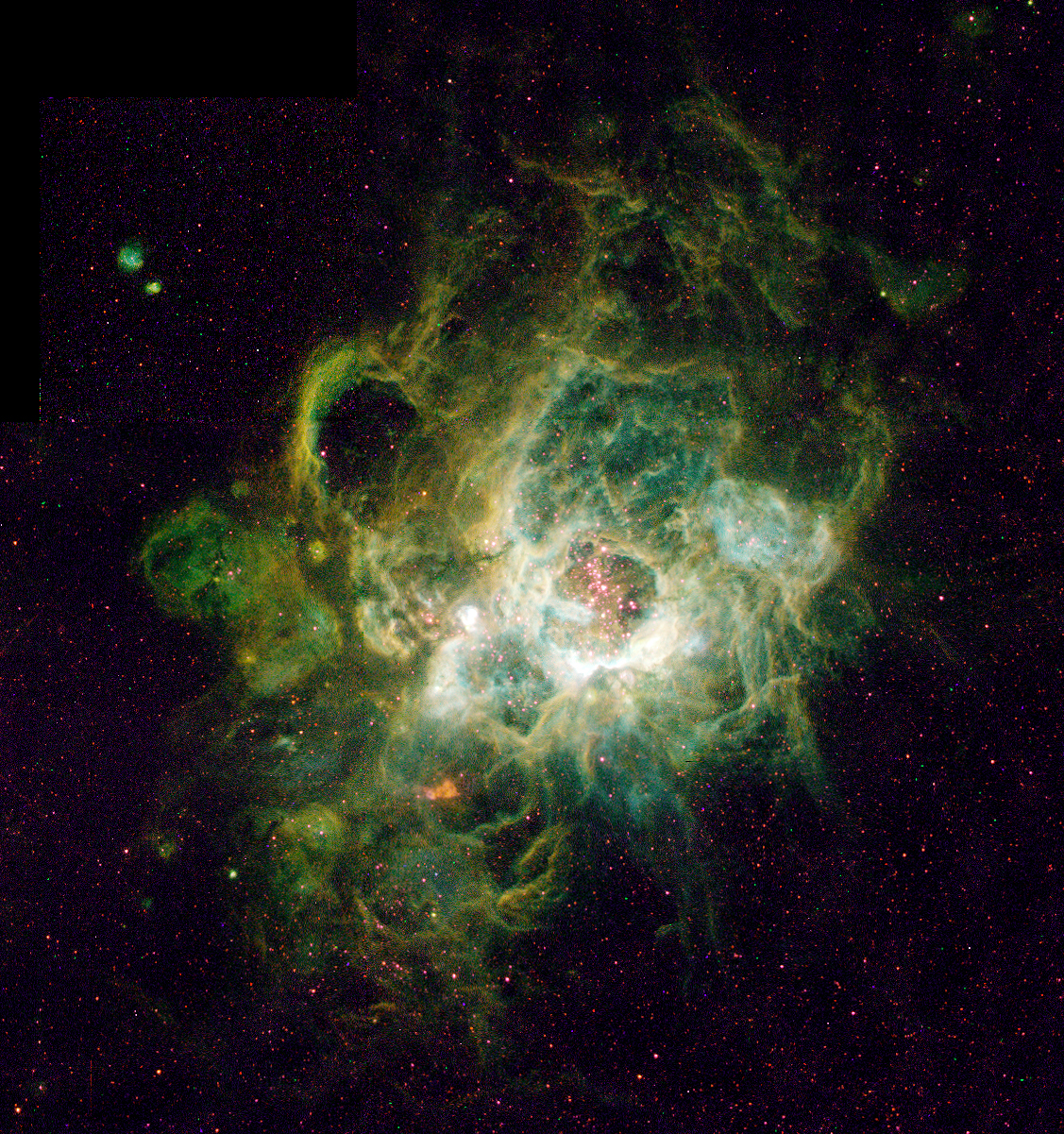
La regione H II NGC 604 all'interno della Galassia del Triangolo.

La Galassia del Triangolo è una galassia piuttosto piccola rispetto alle sue vicine — la Via Lattea e la Galassia di Andromeda — ma in realtà ha dimensioni medie rispetto alle altre galassie spirali presenti nell'Universo. In particolare è il terzo membro del Gruppo Locale per grandezza, dopo la Galassia di Andromeda e la Via Lattea, e potrebbe essere un compagno della stessa Galassia di Andromeda a cui è gravitazionalmente legata. Ha due possibili satelliti di bassa luminosità: Andromeda XXII e Pisces VII. La Galassia Nana dei Pesci I (o LGS 3), talvolta indicata come satellite di M33, non è mai stata confermata in tale ruolo.
Dal punto di vista della sua conformazione M33 è un esempio di spirale a fiocchi. Le galassie a spirale possono presentare bracci omogenei e ben definiti, oppure bracci in cui le polveri e i gas non sono distribuiti in maniera uniforme ma aggregati in collassi locali. Si pensa che la distribuzione più o meno omogenea del materiale galattico dipenda dalla forza di un'onda di densità che trasporta il materiale e, in effetti, dà origine ai bracci stessi. Se l'onda di densità è potente, il materiale si dispone in bracci netti ed omogenei; se invece l'onda è debole o assente, il materiale si aggrega in grumi. Quest'ultima situazione dà origine al tipico aspetto "fioccoso" delle galassie a spirale a fiocchi.
La galassia del Triangolo possiede un nucleo con caratteristiche spettrali simili a quelle di una regione H II e quindi non presenta fenomeni violenti tipici dei nuclei galattici attivi o delle galassie di Seyfert.
Nel 2005, usando osservazioni di due maser d'acqua ai lati opposti della galassia ottenute con il VLBA, alcuni astronomi riuscirono a stimare per la prima volta la rotazione angolare e il moto proprio della galassia del Triangolo. La velocità calcolata è pari a circa 190±60 km/s, relativa alla Via Lattea, il che vuol dire che M33 si sta muovendo verso la galassia di Andromeda.
L'osservatorio spaziale a raggi X Chandra ha trovato nel 2007 l'evidenza di un buco nero di 15,7 M⊙ appartenente alla galassia del Triangolo; l'oggetto, chiamato M33 X-7, orbita attorno ad una stella compagna che lo eclissa ogni 3,5 giorni.
Finora nella galassia non sono state osservate supernove, sono state osservate sei nove.

## Distanza

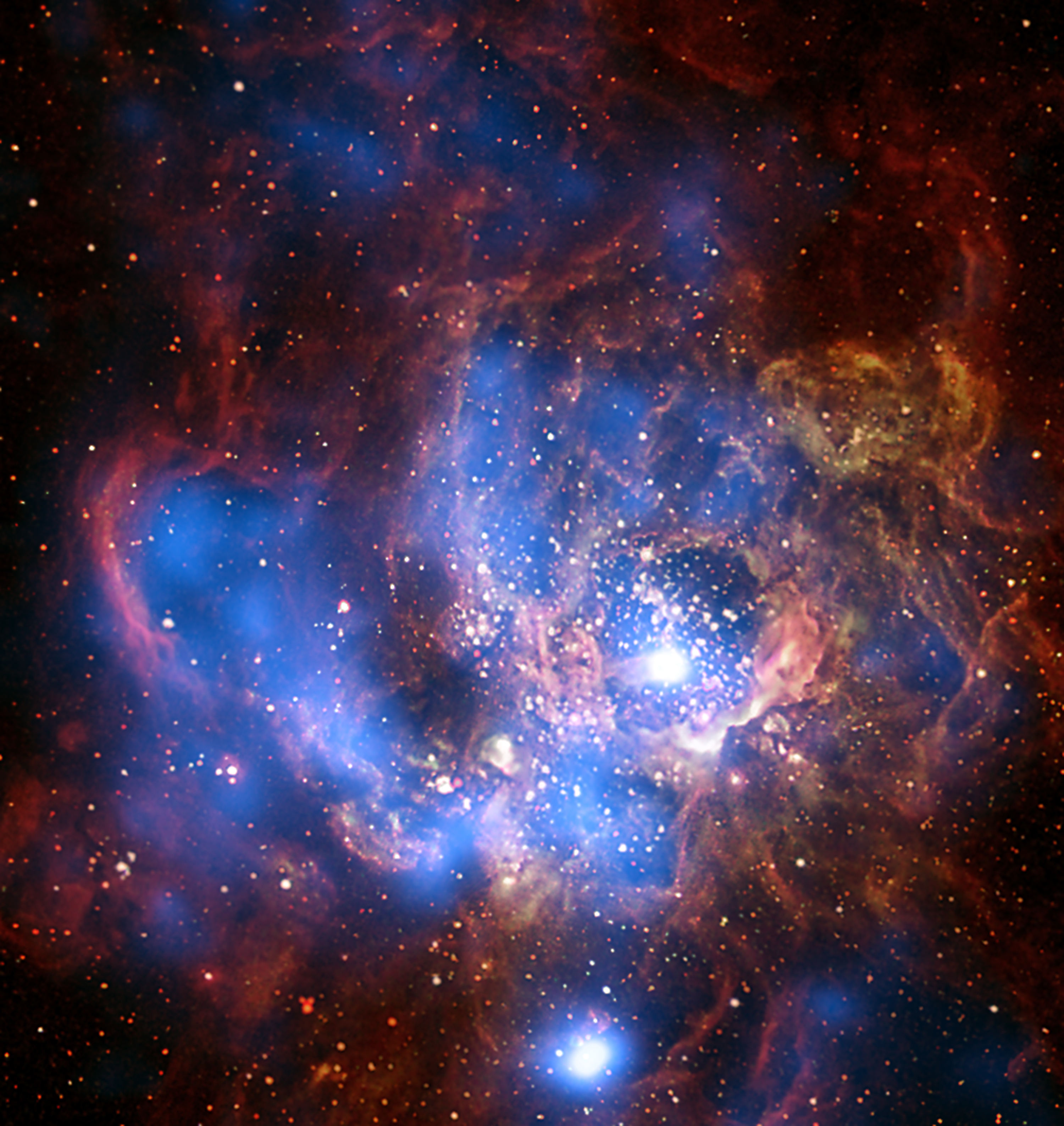
Immagine ai raggi X della nebulosa NGC 604 in M33, ottenuta dall'osservatorio spaziale orbitale Chandra.

I primi tentativi di misurare la distanza della galassia del Triangolo risalgono alla fine degli anni ottanta applicando la relazione di Tully-Fisher che lega la luminosità intrinseca di una galassia con l'ampiezza della propria curva di rotazione o la relazione periodo-luminosità di stelle variabili Cefeidi o di tipo Mira. Le misure ottenute tipicamente oscillano fra 0,7×101,0 Mpc.
I valori più precisi tuttora disponibili della distanza della Galassia del Triangolo provengono da tre differenti metodi: utilizzando le variabili Cefeidi, alcuni astronomi hanno stimato nel 2004 una distanza di 2,77 ± 0,13 milioni di anni luce (850 ± 40 kpc); sempre nel 2004 è stata calcolata una distanza di 2,59 ± 0,08 milioni di anni luce (794 ± 23 kpc) studiando la cima del ramo delle giganti rosse del diagramma HR di M33. Infine nel 2006 un gruppo di astronomi ha annunciato la scoperta di una binaria ad eclisse nella galassia del Triangolo. Dallo studio delle eclissi fra le due stelle gli astronomi sono riusciti a misurarne le dimensioni che, insieme alla temperatura, ha permesso la stima della magnitudine assoluta delle due stelle e quindi della distanza, dal confronto con la magnitudine apparente. Ne risulta che i due oggetti, e quindi M33, sono distanti circa 3,1 ± 0,2 milioni di anni luce (940 ± 70 kpc).
Facendo una media pesata di tutte le stime finora effettuate, la distanza di M33 risulta essere pari a circa 2,88 ± 0,90 milioni di anni luce (884 ± 276 kpc).

## Nella cultura di massa
- Nella serie videoludica di Crysis, la Galassia del Triangolo ospita il pianeta natale dei Ceph, la razza aliena principale antagonista della serie.
- La razza aliena degli Shi'ar, presente nei fumetti Marvel Comics, è originaria della Galassia del Triangolo[25].
- Nella serie Star Trek: The Next Generation, durante l'episodio intitolato "Dove nessuno è mai giunto prima" l'enterprise si ritrova nella Galassia del Triangolo.

### Libri
- (EN) Stephen James O'Meara, Deep Sky Companions: The Messier Objects, Cambridge University Press, 1998, ISBN 0-521-55332-6.

### Carte celesti
- Toshimi Taki, Taki's 8.5 Magnitude Star Atlas, su geocities.jp, 2005. URL consultato il 7 novembre 2010 (archiviato dall'url originale il 5 novembre 2018). - Atlante celeste liberamente scaricabile in formato PDF.
- Tirion, Rappaport, Lovi, Uranometria 2000.0 - Volume II - The Southern Hemisphere to +6°, Richmond, Virginia, USA, Willmann-Bell, inc., 1987, ISBN 0-943396-15-8.
- Tirion, Sinnott, Sky Atlas 2000.0 - Second Edition, Cambridge, USA, Cambridge University Press, 1998, ISBN 0-933346-90-5.
- Tirion, The Cambridge Star Atlas 2000.0, 3ª ed., Cambridge, USA, Cambridge University Press, 2001, ISBN 0-521-80084-6.